# Venteuil
Venteuil est une commune française, située dans le département de la Marne en région Grand Est. Entre la Montagne de Reims et la Marne, qui l'arrose, Venteuil fait partie du parc naturel régional de la Montagne de Reims.
Commune rurale de l'aire d'attraction d'Épernay, Venteuil est composée d'un village et de deux hameaux principaux, Tincourt et Arty. La commune est membre de la communauté de communes des Paysages de la Champagne, à qui elle a transféré un certain nombre de compétences (notamment en matière d'eau et de déchets).
Au dernier recensement de 2022, la commune comptait 483 habitants appelés Venteuillats et Venteuillates. Son économie est particulièrement tournée vers la viticulture.
Son patrimoine architectural comprend notamment son église, dédiée à Sainte-Geneviève, ses lavoirs et plusieurs monuments commémoratifs. Son patrimoine naturel comprend quant à lui deux zones naturelles d'intérêt écologique, faunistique et floristique.

## Géographie

### Localisation
Venteuil se trouve à l'ouest du département de la Marne, en région Grand Est.
La commune de Venteuil s'étend sur une superficie de 625 hectares. Elle est située dans la vallée de la Marne, sur le flanc sud de la Montagne de Reims. Venteuil appartient à la région agricole du Vignoble et se trouve dans la vallée de la Marne, rivière qui passe au sud de son territoire.
Par la route, Venteuil se situe à 45 km de Châlons-en-Champagne, préfecture, à 35 km de Reims, plus grande ville du département, à 11 km d'Épernay, sous-préfecture, et à 17 km de Dormans, bureau centralisateur du canton de Dormans-Paysages de Champagne dont dépend Venteuil depuis 2015. La commune fait en outre partie du bassin de vie d'Épernay.
Venteuil est limitrophe de 4 communes :
| Cœur-de-la-Vallée (Villers-sous-Châtillon) | Belval-sous-Châtillon |        |
| Cœur-de-la-Vallée (Reuil)                  | Venteuil              | Damery |
|                                            | Boursault             |        |

### Géologie et relief
Sur son territoire, l'altitude varie de 67 à 259 mètres.
Le village de Venteuil et les hameaux de Tincourt (à l'ouest) et Arty (à l'est) sont situés sur les coteaux de la vallée de la Marne, sur le versant sud de la Montagne de Reims. Au nord, le plateau de la Montagne de Reims s'élève à plus de 250 mètres ; c'est là que se trouve le hameau de la Ferme d'Harnotay. Au sud, la Marne sert de frontière entre Venteuil et la commune de Boursault, de l'autre côté de la vallée. C'est à la frontière avec Boursault que l'altitude est minimale.
À mi-pente de coteau, on y trouve des gisements appartenant aux gites fossilifères lutétiens du secteur de Damery-Fleury-la-Rivière.

### Hydrographie
La commune est dans la région hydrographique « la Seine de sa source au confluent de l'Oise (exclu) » au sein du bassin Seine-Normandie. Elle est drainée par la Marne, le ru de Camp, la dérivation de Damery, le canal 01 de Luter, le fossé 01 de Luter et le fossé 01 des Hauts Murgers,.
La Marne prend sa source sur le plateau de Langres, dans la commune de Saints-Geosmes (Haute-Marne) et se jette dans la Seine entre Charenton-le-Pont et Alfortville (Val-de-Marne) dans le quartier de Conflans-l'Archevêque. Les caractéristiques hydrologiques de la Marne sont données par la station hydrologique située sur la commune de Venteuil. Le débit moyen mensuel est de 77,7 m3/s. Le débit moyen journalier maximum est de 497 m3/s, atteint lors de la crue du 29 janvier 2018. Le débit instantané maximal est quant à lui de 500 m3/s, atteint le même jour.

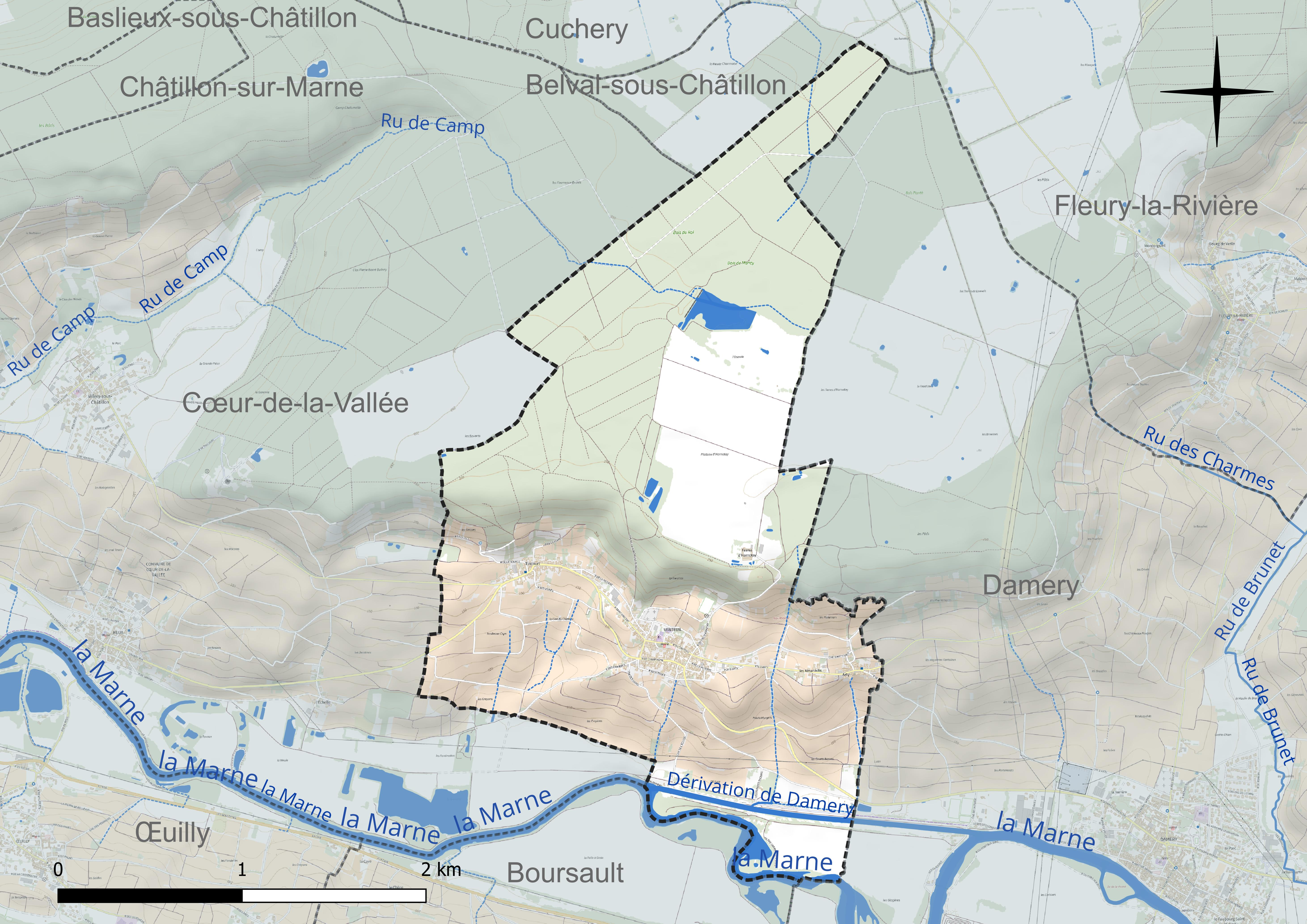
Réseau hydrographique de Venteuil.

### Climat
Pour des articles plus généraux, voir Climat du Grand Est et Climat de la Marne.
En 2010, le climat de la commune est de type climat océanique dégradé des plaines du Centre et du Nord, selon une étude du Centre national de la recherche scientifique s'appuyant sur une série de données couvrant la période 1971-2000. En 2020, Météo-France publie une typologie des climats de la France métropolitaine dans laquelle la commune est exposée à un climat océanique altéré et est dans la région climatique  Nord-est du bassin Parisien, caractérisée par un ensoleillement médiocre, une pluviométrie moyenne régulièrement répartie au cours de l’année et un hiver froid (3 °C).
Pour la période 1971-2000, la température annuelle moyenne est de 10,4 °C, avec une amplitude thermique annuelle de 15,2 °C. Le cumul annuel moyen de précipitations est de 767 mm, avec 11,8 jours de précipitations en janvier et 8,1 jours en juillet. Pour la période 1991-2020, la température moyenne annuelle observée sur la station météorologique de Météo-France la plus proche, « Chambrecy-Civc », sur la commune de Chambrecy à 11 km à vol d'oiseau, est de 10,7 °C et le cumul annuel moyen de précipitations est de 734,0 mm. 
La température maximale relevée sur cette station est de 40,3 °C, atteinte le 25 juillet 2019 ; la température minimale est de −22,1 °C, atteinte le 17 janvier 1985,,.
Les paramètres climatiques de la commune ont été estimés pour le milieu du siècle (2041-2070) selon différents scénarios d'émission de gaz à effet de serre à partir des nouvelles projections climatiques de référence DRIAS-2020. Ils sont consultables sur un site dédié publié par Météo-France en novembre 2022.

### Milieux naturels et biodiversité
L'Inventaire national du patrimoine naturel (INPN) recense 617 espèces sur le territoire de la commune, dont 79 espèces protégées et 41 espèces menacées. Venteuil appartient au parc naturel régional de la Montagne de Reims et compte deux zones naturelles d'intérêt écologique, faunistique et floristique (ZNIEFF) de type I.
La ZNIEFF des « bois et pelouses des coteaux de Tincourt » est composée d'une forêt claire, rare dans la Marne, où pousse notamment l'alisier de Fontainebleau, et de pelouses. Sur environ 110 hectares, la ZNIEFF accueille de nombreux oiseaux ainsi que le lézard des souches, protégé.
La ZNIEFF des « bois et landes des Pâtis de Damery à Venteuil » regroupe sur environ 100 hectares des pinèdes à pins sylvestres et des chênaies sessiliflore acidiphile, des petites mares ainsi que des pelouses acidophiles et des landes, caractéristiques par leurs callunes et genêts d'Angleterre. En termes de faune, on y trouve de nombreux odonates ainsi que le sonneur à ventre jaune, un amphibien protégé. Ces pâtis font également partie du réseau Natura 2000, l'animation est réalisée par le Parc naturel régional de la Montagne de Reims[réf. nécessaire].

## Urbanisme

### Typologie
Au 1er janvier 2024, Venteuil est catégorisée commune rurale à habitat dispersé, selon la nouvelle grille communale de densité à sept niveaux définie par l'Insee en 2022.
Elle est située hors unité urbaine. Par ailleurs la commune fait partie de l'aire d'attraction d'Épernay, dont elle est une commune de la couronne,. Cette aire, qui regroupe 44 communes, est catégorisée dans les aires de 50 000 à moins de 200 000 habitants,.

### Occupation des sols
L'occupation des sols de la commune, telle qu'elle ressort de la base de données européenne d’occupation biophysique des sols Corine Land Cover (CLC), est marquée par l'importance des territoires agricoles (51,7 % en 2018), en augmentation par rapport à 1990 (50,7 %). La répartition détaillée en 2018 est la suivante : forêts (42,6 %), cultures permanentes (33,2 %), terres arables (11,9 %), zones urbanisées (5,7 %), prairies (3,9 %), zones agricoles hétérogènes (2,7 %).
L'évolution de l’occupation des sols de la commune et de ses infrastructures peut être observée sur les différentes représentations cartographiques du territoire : la carte de Cassini (XVIIIe siècle), la carte d'état-major (1820-1866) et les cartes ou photos aériennes de l'IGN pour la période actuelle (1950 à aujourd'hui).

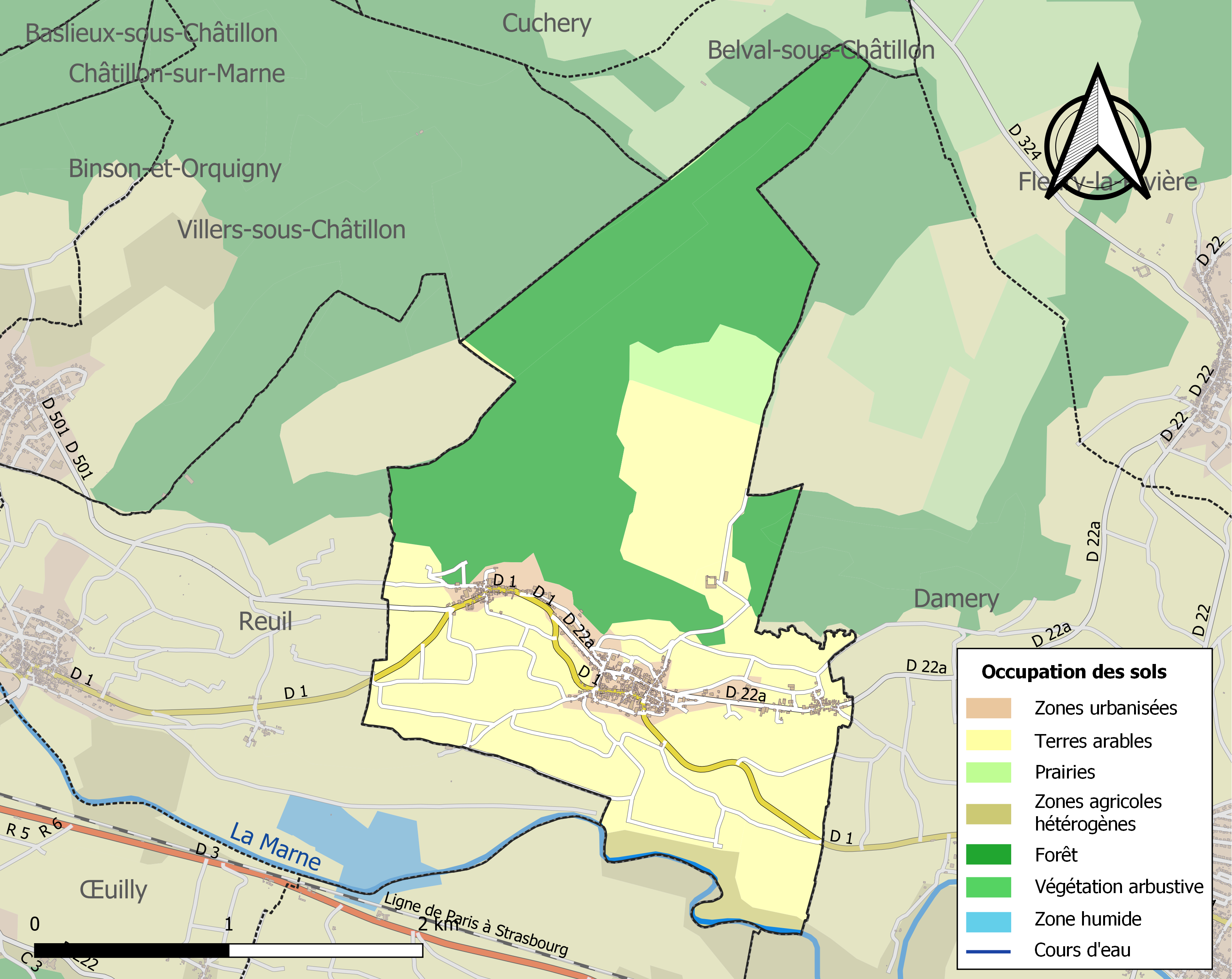
Carte des infrastructures et de l'occupation des sols de la commune en 2018 (CLC).

### Morphologie rurale, hameaux et lieux-dits
La commune comprend le village de Venteuil et deux hameaux principaux : Tincourt, à l'ouest, et Arty, à l'est,. Le village et ses hameaux sont situés sur des replats des coteaux de vallée de la Marne, au cœur du vignoble champenois qui limite leur expansion. La commune comprend également la ferme isolée d'Harnotay, au nord, sur le plateau d'Harnotay.
Dans le village, la bâti ancien est dense. Les constructions anciennes sont mitoyennes et alignées sur des rues étroites, souvent sinueuses et rarement équipées de trottoirs. Les constructions les plus récentes, depuis les années 1970, se concentrent autour de la route départementale 22. Celles-ci sont rarement alignées sur rue ou mitoyennes. La commune ne compte aucun lotissement.
Parmi les lieux-dits et écarts, figurent sur les cartes de l'Institut national de l'information géographique et forestière : les Almanachs, les Beaux Ceps, le Clos du Château, les Courts Barons, les Crayères, les Crayons, l'Écluse, la Garenne, les Goisses, les Hauts Murgers, les Pommiers et l'Oseraie.

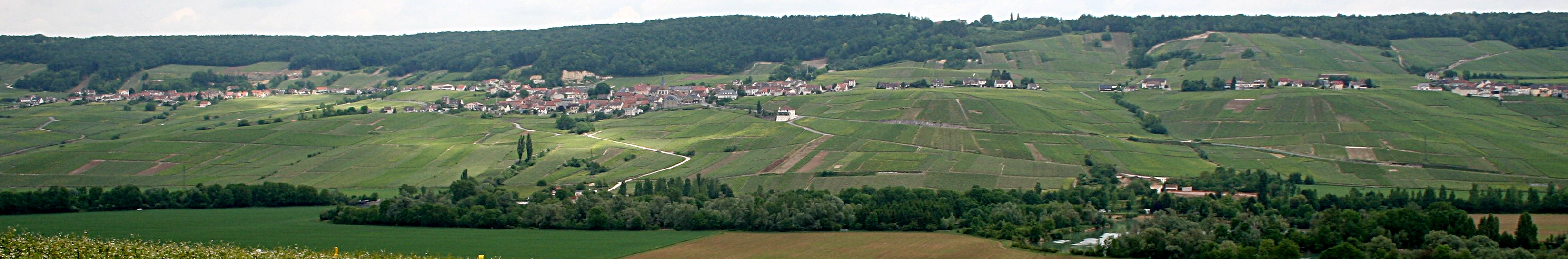
À gauche Tincourt, au centre Venteuil et à droite Arty, vu de Boursault.

### Planification
Les règles d'urbanisme sur le territoire de Venteuil sont déterminées par le schéma de cohérence territoriale d'Épernay et sa Région (SCoTER) approuvé le 5 décembre 2018 et par le plan local d'urbanisme (PLU) approuvé par le conseil municipal de Venteuil le 23 juillet 2020.

### Habitat et logement
En 2021, Venteuil compte 302 logements. Ces logements sont à 96 % des maisons ; la commune ne comptant que 9 appartements. En raison de la prévalence des maisons, les résidences principales de Venteuil disposent en moyenne de 5,1 pièces.
Le bâti ancien est généralement composé de maisons organisées autour d'une cour, sur deux niveaux, mitoyennes et alignées sur rue. Ces maisons sont construites en pierre, recouvertes d'enduit beige (avec un soubassement différencié), d'éléments de structure en brique et de tuiles rouges sur le toit. Le bâti récent est hétéroclite, souvent de plain-pied et à distance de la rue.
Le tableau ci-dessous présente une comparaison de quelques indicateurs chiffrés du logement pour Venteuil, la communauté de communes des Paysages de la Champagne (CCPC), le département de la Marne et la France entière :
|                                                            | Venteuil | CCPC   | Marne   | France     |
| ---------------------------------------------------------- | -------- | ------ | ------- | ---------- |
| Ensemble des logements                                     | 302      | 11 470 | 300 919 | 37 155 918 |
| Part des résidences principales (en %)                     | 77,2     | 80,9   | 87,5    | 82,2       |
| Part des résidences secondaires (en %)                     | 4,0      | 5,8    | 3,4     | 9,7        |
| Part des logements vacants (en %)                          | 18,8     | 13,4   | 9,1     | 8,1        |
| Part des propriétaires de leur résidence principale (en %) | 81,9     | 76,4   | 52,2    | 57,5       |

À Venteuil, en 2021, 77,2 % des logements sont des résidences principales, 4 % des résidences secondaires et 18,8 % des logements vacants. Par ailleurs, 81,9 % des ménages sont propriétaires de leur résidence principale. Venteuil se démarque alors par un nombre supérieur à la moyenne de logements vacants et de ménages propriétaires de leur résidence principale.
Parmi les 230 résidences principales construites avant 2019, 21,5 % avaient été construites avant 1919, 17,4 % entre 1919 et 1945, 13,4 % entre 1946 et 1970, 30,3 % entre 1971 et 1990, 13,5 % entre 1991 et 2005 et 3,9 % entre 2006 et 2018.
Le tableau ci-dessous présente l'évolution du nombre de logements sur le territoire de la commune, par catégorie, depuis 1968 :
|                        | 1968 | 1975 | 1982 | 1990 | 1999 | 2010 | 2015 | 2021 |
| ---------------------- | ---- | ---- | ---- | ---- | ---- | ---- | ---- | ---- |
| Résidences principales | 205  | 214  | 217  | 225  | 238  | 262  | 241  | 233  |
| Résidences secondaires | 30   | 36   | 37   | 34   | 21   | 18   | 7    | 12   |
| Logements vacants      | 12   | 19   | 31   | 11   | 17   | 36   | 51   | 57   |
| Total                  | 247  | 269  | 285  | 270  | 276  | 316  | 298  | 302  |

### Voies de communication et transports
Venteuil et Tincourt sont traversés par la route départementale 1, qui suit la vallée de la Marne entre Vincelles (au nord de Dormans) à l'ouest et Saint-Martin-sur-le-Pré (au nord de Châlons-en-Champagne à l'est. La route départementale 22 relie Venteuil à Fleury-la-Rivière, au nord-est, en traversant Arty. La route départementale 501 relie Tincourt à Villers-sous-Châtillon puis Binson-et-Orquigny vers l'ouest.
La proximité avec Épernay est assurée par la route départementale 3 (ex-route nationale 3), qu'il est possible de rejoindre en traversant la Marne à Reuil (via la RD1 à l'ouest) ou Damery (via la RD1 à l'est).
Aucun transport en commun ne dessert la commune, à l'exception des transports scolaires.
La gare de chemin de fer la plus proche est la gare d'Épernay.

### Risques naturels et technologiques
Le territoire de Venteuil est vulnérable à différents risques naturels et technologiques. La commune est dans l'obligation d'élaborer et publier un document d'information communal sur les risques majeurs ainsi qu'un plan communal de sauvegarde.
La commune est concernée par les risques de mouvements de terrain. La montagne de Reims est en effet considérée comme un « secteur propice aux glissements de terrain ». Venteuil est ainsi comprise dans le périmètre du plan de prévention des risques « glissement de terrain de la Côte d'Ile-de-France - secteur de la vallée de la Marne tranche 3 » approuvé en 2014.
Venteuil est également concernée par le risque d'inondation, y compris par remontée de nappe. La commune est incluse dans le périmètre du plan des surfaces submersibles du secteur d'Épernay de 1976 et dans le PPR « inondations par débordement de la Marne sur le secteur d'Épernay » de 2017.
La commune a fait l'objet de plusieurs arrêtés reconnaissant l'état de catastrophe naturelle pour des inondations et/ou coulées de boue (en 1983, 1993 et 1999).
Venteuil est affectée par le phénomène de retrait-gonflement des argiles (risque moyen). Le risque sismique est très faible sur son territoire. De même, le potentiel radon de la commune est faible.
La commune compte par ailleurs un site potentiellement concerné par la pollution des sols, un dépôt de sulfure de carbone appartenant au syndicat viticole.

## Toponymie
Venteuil est d'origine celtique, le radical vindo évoque le « blanc » avec ialo, « clairière ».[réf. nécessaire]

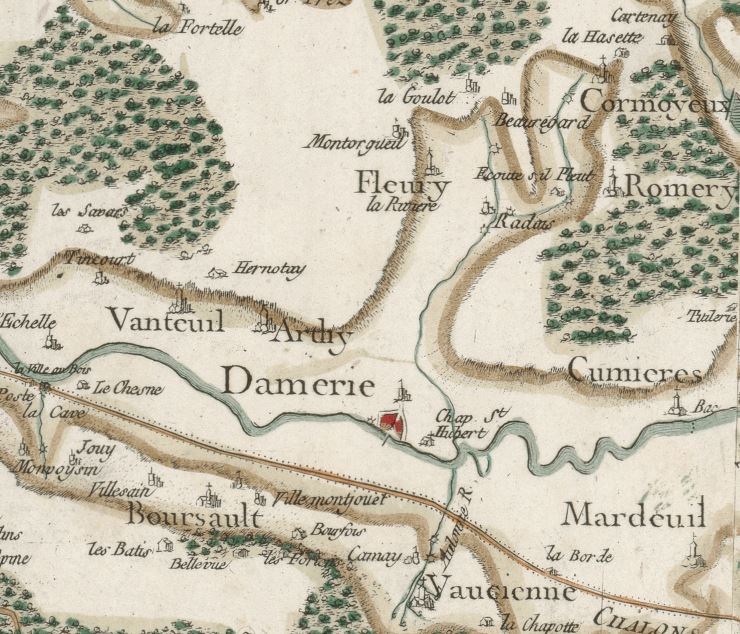
Carte de Cassini représentant Damery et ses environs, notamment Vanteuil et ses hameaux (à gauche).

Le nom de la localité est attesté sous les formes : Ventoilum (commencement XIe siècle) ; Ventolium (1201) ; Ventueil (XIIIe siècle) ; Wanteuil, Vanteuil (vers 1300) ; Ventheul (1447) ; Venthueil, Ventheuil, Vantheuil (1511) ; Vanteul (1519) ; Ventheuil-sur-Marne (1538) ; Vantelium (1571) ; Vanteul (1603) ; Venteul-sur-Marne (1631) ; Ventheuil (1680).
Le hameau de Tincourt est connu sous les noms de Tancornum (commencement XIe siècle), Tanscort (vers 1222), Teincor (1260), Taincor (1391) et Taincourt (1511). Les références aux hameaux d'Arty et Harnotay sont plus récentes : Arthye et Harnotes en 1735, Arthy et Hernotay sur la carte de Cassini au XVIIIe siècle puis Harty et Harnotay sur la carte d'état-major de 1834.

## Histoire

### Ancien Régime
Sous l'Ancien Régime, l'actuel territoire communal comptait deux paroisses : Venteuil et Arty. Elles dépendaient toutes deux du diocèse de Soissons, de l'archidiaconé de Brie et du doyenné de Châtillon.

### La révolte champenoise de 1911

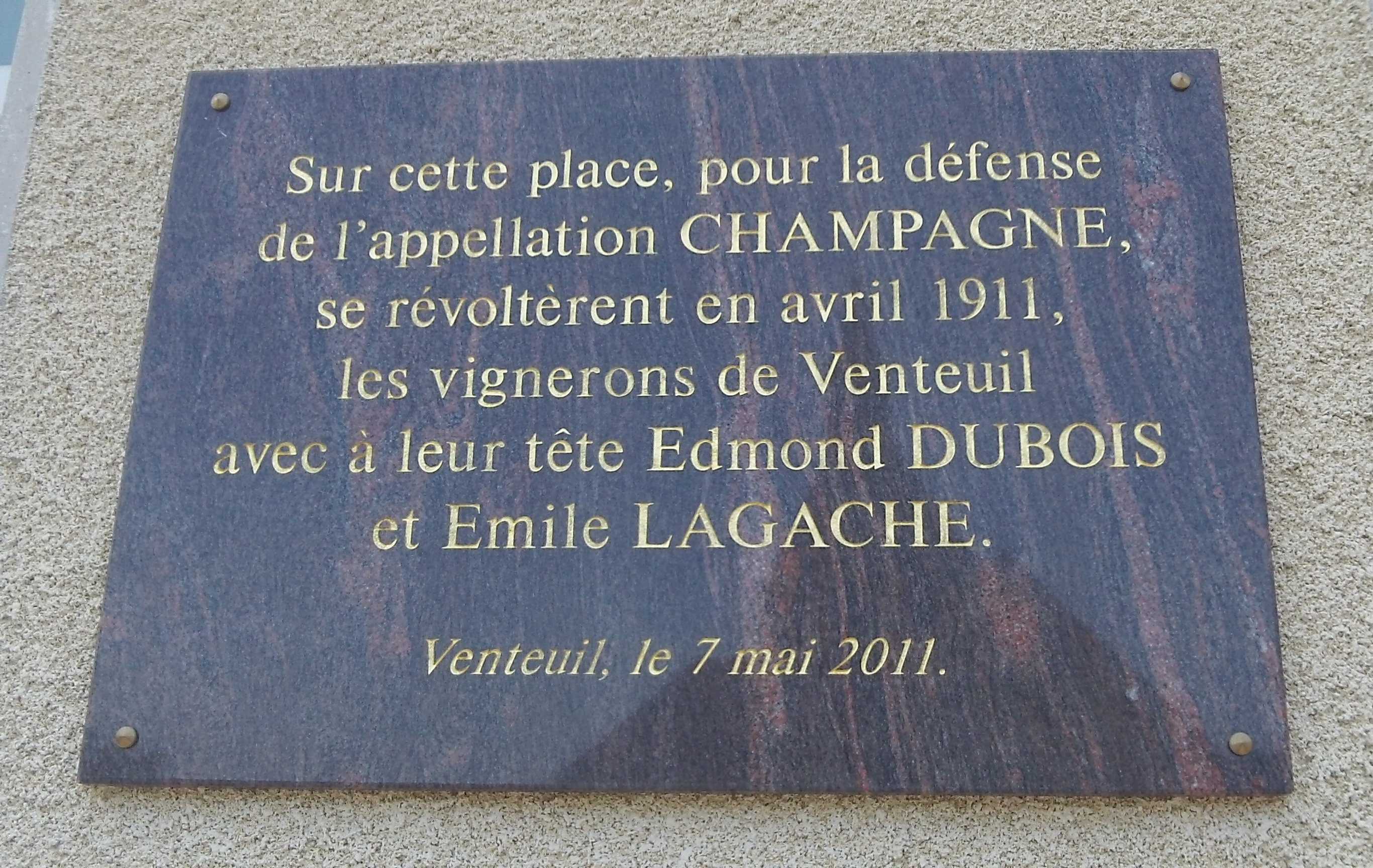
Plaque située sur la façade de la mairie en l'honneur des vignerons qui se révoltèrent pour la défense de l'appellation Champagne.

Entre 1907 et 1910, les vendanges dans la Marne sont mauvaises, majoritairement à cause du phylloxéra et des intempéries. Les négociants de la région, pour ne pas augmenter le prix du raisin, décident de s'approvisionner dans l'Aube, pourtant en dehors de la délimitation de l'appellation Champagne. Pour montrer leur mécontentement, les vignerons manifestent en s'attaquant aux caves et aux celliers de plusieurs négociants et vont jusqu'à jeter plus de 2 000 bouteilles dans la Marne depuis le pont de Damery.
Le 17 janvier 1911, Edmond Dubois, figure principale de la révolte à Venteuil, réunit, aux côtés d'Emile Lagache, le président du syndicat local, un cortège d'environ 3 000 personnes en direction de Damery. Ils se dirigent chez Perrier, un négociant suspect. Ils vont y détruire 40 fûts, un foudre de 200L et 15 000 bouteilles. Son implication dans la révolte champenoise a contribué à la préservation et au respect de l'appellation Champagne et ses actions lui ont donné le surnom du « Rédempteur de la Champagne ». Son héritage perdure encore à travers la maison familiale, le Champagne du Rédempteur, et à la plaque commémorative située devant la mairie de Venteuil.

### Depuis 1911
En 1966, EDF a envisagé de construire une centrale hydroélectrique par pompage. Le projet a été abandonné au bout de 15 mois d'études.

## Politique et administration

### Rattachements administratifs et électoraux

#### Rattachements administratifs
La commune se trouve dans l'arrondissement d'Épernay au sein du département de la Marne et de la région Grand Est.  
Elle faisait partie du canton d'Épernay-2, issu de la scission du canton d'Épernay en 1973. Dans le cadre du redécoupage cantonal de 2014 en France, cette circonscription administrative territoriale a disparu, et le canton n'est plus qu'une circonscription électorale.

#### Rattachements électoraux
Pour les élections départementales, la commune fait partie depuis 2014 du canton de Dormans-Paysages de Champagne.
Pour l'élection des députés, elle fait partie de la troisième circonscription de la Marne.

### Intercommunalité
Venteuil était membre de la communauté de communes des Deux Vallées, un établissement public de coopération intercommunale (EPCI) à fiscalité propre créé en 1995 et auquel la commune avait transféré un certain nombre de ses compétences, dans les conditions déterminées par le Code général des collectivités territoriales.
Dans le cadre des dispositions de la loi portant nouvelle organisation territoriale de la République du 7 août 2015, qui prévoit que les établissements publics de coopération intercommunale (EPCI) à fiscalité propre doivent avoir un minimum de 15 000 habitants, cette intercommunalité a fusionné avec ses voisines pour former, le 1er janvier 2017, la communauté de communes des Paysages de la Champagne, dont est désormais membre la commune.
Venteuil est par ailleurs membre d'un EPCI sans fiscalité propre, le syndicat mixte de réalisation et de gestion du parc naturel régional de la Montagne de Reims.

### Liste des maires

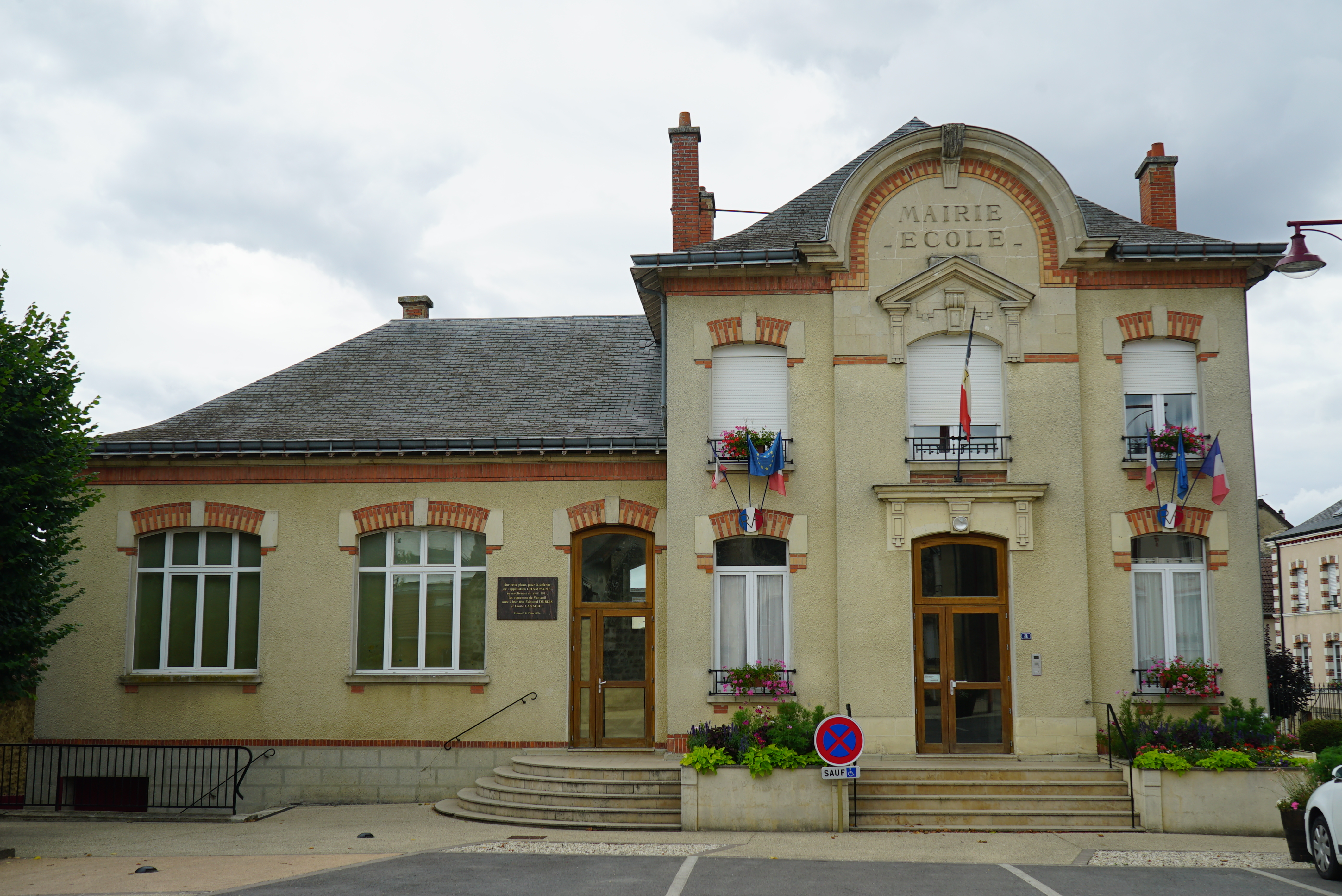
La mairie.

| Période                                  | Période  | Identité          | Étiquette | Qualité     |
| ---------------------------------------- | -------- | ----------------- | --------- | ----------- |
| Les données manquantes sont à compléter. |          |                   |           |             |
| 1953                                     | 1959     | Henri Coutelas    |           | Viticulteur |
| 1959                                     | 1965     | Pierre Guerre     |           | Viticulteur |
| 1965                                     | 1969     | René Petit        |           | Agriculteur |
| 1969                                     | 1989     | Pierre Guerre     |           | Viticulteur |
| 1989                                     | 1995     | Henri Marx        |           | Viticulteur |
| 1995                                     | 2014     | Dominique Lemaire |           | Viticulteur |
| 2014                                     | 2020     | Patrick Marx      |           | Viticulteur |
| 2020                                     | En cours | Guillaume Guerre  |           | Viticulteur |

### Jumelages
Au 1er janvier 2023, Venteuil n'est jumelée avec aucune ville.

## Équipements et services publics

### Eau et déchets
L'approvisionnement en eau potable et l'assainissement des eaux usées sont des compétences de la communauté de communes des Paysages de la Champagne. La commune de Venteuil est alimentée en eau potable par des captages situés à Châtillon-sur-Marne et Reuil. La production et la distribution d'eau potable font l'objet d'une délégation de service public confiée à Suez jusqu'en 2029. Venteuil est raccordée à la station d'épuration commune à Damery et Venteuil, d'une capacité de 5 000 équivalent-habitants. L'assainissement collectif y est assuré en régie par la communauté de communes.
La communauté de communes est également compétente en matière de déchets. La collecte des ordures ménagères résiduelles et des déchets recyclables est réalisée en porte à porte. La communauté de commune adhérant au syndicat de valorisation des ordures ménagères de la Marne (SYVALOM), ces déchets sont amenés au centre de transfert départemental de Pierry puis valorisés sur le site de La Veuve. La collecte du verre et des textiles se fait en apport volontaire.
La déchèterie de Venteuil est l'une des six déchèteries mises à disposition des habitants de la communauté de communes et accessibles après création d'une carte d'accès. Les autres déchèteries de la communauté de communes sont situées à Châtillon-sur-Marne, Fèrebrianges, Mareuil-le-Port, Montmort-Lucy et Trélou-sur-Marne.

### Enseignement
Venteuil dépend de l'académie de Reims.

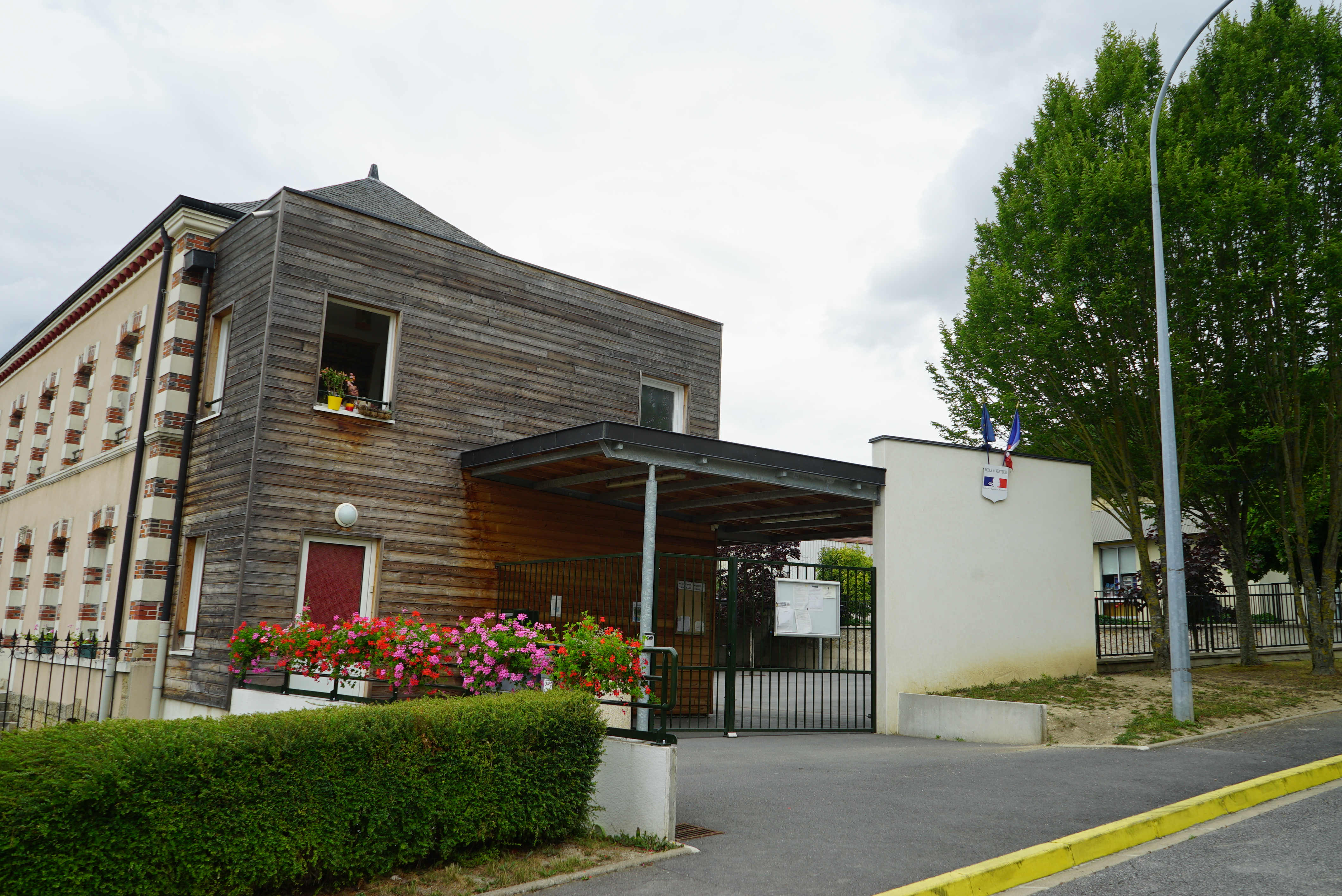
Les écoles de Venteuil.

La commune fait partie du regroupement pédagogique de Fleury-la-Rivière et Venteuil. Les écoles de Venteuil sont installées rue du Château. Selon les chiffres 2024-2025, l'école école maternelle accueille 20 élèves de petite et moyenne section et l'école élémentaire accueille 18 élèves de CE2, CM1 et CM2. L'école primaire de Fleury-la-Rivière, installée rue Daniel Vauthier, accueille quant à elle 18 élèves de grande section, de CP et de CE1.
Les jeunes Venteuillats sont ensuite rattachés au collège Côte-Legris d'Épernay et au lycée Stéphane-Hessel d'Épernay.

### Équipements culturels
Venteuil compte une bibliothèque.
La commune mettait à disposition de ses habitants trois boîtes à livres, dans chaque hameau. Cependant, à la suite d'incivilités, ces boites ont été retirées en 2025.

### Postes et télécommunications
Trois boîtes aux lettres de La Poste se trouvent sur le territoire de la commune : rue du Château à Venteuil, rue de la Chapelle à Tincourt et place Saint-Quentin à Arty. Le bureau de poste le plus proche est situé à Damery, à environ 3 km de Venteuil.

### Justice, sécurité et secours
Du point de vue judiciaire, Venteuil relève du conseil de prud'hommes d'Épernay, du tribunal de commerce de Reims, du tribunal judiciaire, du tribunal paritaire des baux ruraux et du tribunal pour enfants de Châlons-en-Champagne, dans le ressort de la cour d'appel de Reims. Pour le contentieux administratif, la commune dépend du tribunal administratif de Châlons-en-Champagne et de la cour administrative d'appel de Nancy.
Venteuil est située en secteur Gendarmerie nationale et dépend de la brigade de Dizy.
En matière d'incendie et de secours, les centres d'incendie et de secours les plus proches sont ceux d'Épernay et Dormans, dépendant du Service départemental d'incendie et de secours (SDIS) de la Marne. La commune est rattachée au centre de première intervention de Venteuil-Damery qui compte 17 sapeurs-pompiers volontaires intercommunaux suppléant les pompiers professionnels du SDIS.

## Population et société

### Démographie
L'évolution du nombre d'habitants est connue à travers les recensements de la population effectués dans la commune depuis 1793. Pour les communes de moins de 10 000 habitants, une enquête de recensement portant sur toute la population est réalisée tous les cinq ans, les populations de référence des années intermédiaires étant quant à elles estimées par interpolation ou extrapolation. Pour la commune, le premier recensement exhaustif entrant dans le cadre du nouveau dispositif a été réalisé en 2007.

En 2022, la commune comptait 483 habitants, en évolution de −9,38 % par rapport à 2016 (Marne : −1,19 %, France hors Mayotte : +2,11 %).
| 1793 | 1800 | 1806 | 1821 | 1831  | 1836  | 1841  | 1846  | 1851 |
| ---- | ---- | ---- | ---- | ----- | ----- | ----- | ----- | ---- |
| 845  | 978  | 930  | 952  | 1 102 | 1 095 | 1 059 | 1 070 | 967  |

| 1856 | 1861 | 1866 | 1872 | 1876 | 1881 | 1886  | 1891  | 1896 |
| ---- | ---- | ---- | ---- | ---- | ---- | ----- | ----- | ---- |
| 992  | 981  | 927  | 903  | 934  | 945  | 1 011 | 1 057 | 987  |

| 1901 | 1906 | 1911 | 1921 | 1926 | 1931 | 1936 | 1946 | 1954 |
| ---- | ---- | ---- | ---- | ---- | ---- | ---- | ---- | ---- |
| 900  | 880  | 852  | 804  | 735  | 733  | 666  | 609  | 605  |

| 1962 | 1968 | 1975 | 1982 | 1990 | 1999 | 2006 | 2007 | 2012 |
| ---- | ---- | ---- | ---- | ---- | ---- | ---- | ---- | ---- |
| 562  | 580  | 571  | 553  | 558  | 558  | 590  | 595  | 555  |

| 2017 | 2022 | - | - | - | - | - | - | - |
| ---- | ---- | - | - | - | - | - | - | - |
| 529  | 483  | - | - | - | - | - | - | - |

### Sports et loisirs
Venteuil possède un terrain de football situé en haut du village, sur le faubourg d'Arnotay. Dans la cour de l'ancienne école du village se trouve un skatepark ainsi qu'un but de football. On y trouve également un terrain de pétanque.
La commune dispose d'une salle des fêtes.

### Cultes
Pour le culte catholique, Venteuil dépend de la paroisse Saint-Sébastien - Rives de Marne, au sein du diocèse de Châlons-en-Champagne.

### Médias
La presse écrite régionale comprend le quotidien L'Union et l'hebdomadaire L'Hebdo du vendredi.
Parmi les stations de radio locales, il est possible de citer Ici Champagne-Ardenne et Champagne FM.

## Économie

### Revenus de la population et fiscalité
En 2021, la commune compte 224 ménages fiscaux, regroupant 466 personnes.
Le revenu disponible par unité de consommation est alors de 25 770 €, supérieur à celui de la communauté de communes des Paysages de la Champagne (24 050 €), du département de la Marne (22 830 €) et de la France métropolitaine (23 080 €).
Pour des raisons de secret statistique, le taux de pauvreté à Venteuil n'est pas communiqué par l'Insee.

### Emploi

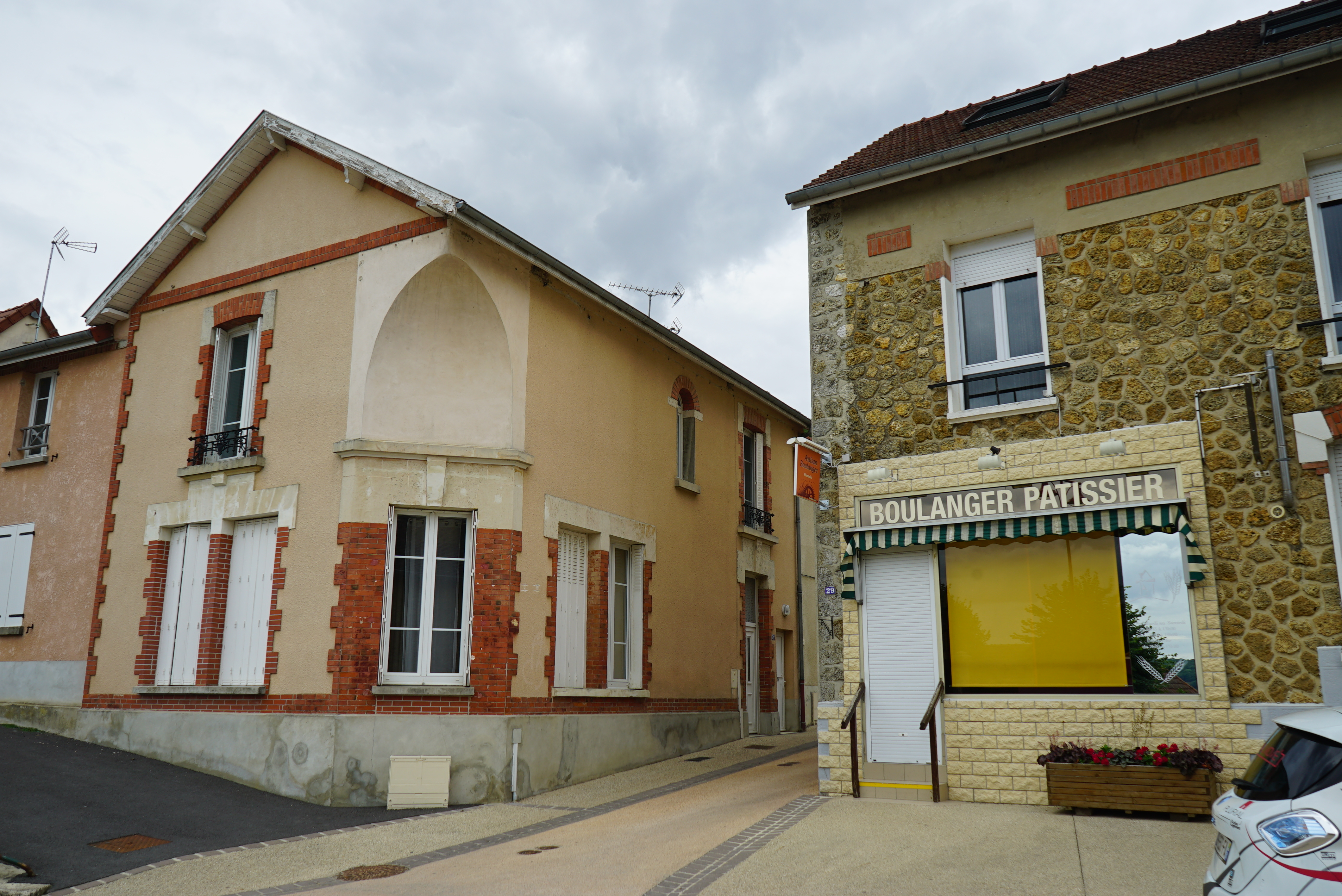
Un commerce dans le centre du village.

Venteuil appartient à la zone d'emploi d'Épernay.
En 2021, le taux d'activité des 15-64 ans est de 84,4 %, supérieur à celui de la communauté de communes (79,7 %), du département (74 %) et de la France métropolitaine (74,9 %). Pour cette même catégorie de population, le taux de chômage est de 4,2 % contre 8 % pour la communauté de communes, 12,1 % pour la Marne et 11,7 % pour la France métropolitaine.
En 2021, Venteuil compte 170 emplois, dont 56,7 % de salariés et 43,3 % de non-salariés. Avec 253 actifs y résidant, la commune a alors un indicateur de concentration d'emploi de 67,5. Dans les faits, 38,5 % des actifs résidant à Venteuil y travaillent tandis que 61,5 % travaillent dans une autre commune.

### Entreprises et commerces
En 2022, la commune compte 27 établissements économiquement actifs (hors agriculture).
Venteuil compte une boulangerie et quelques commerces ambulants.

### Agriculture et viticulture

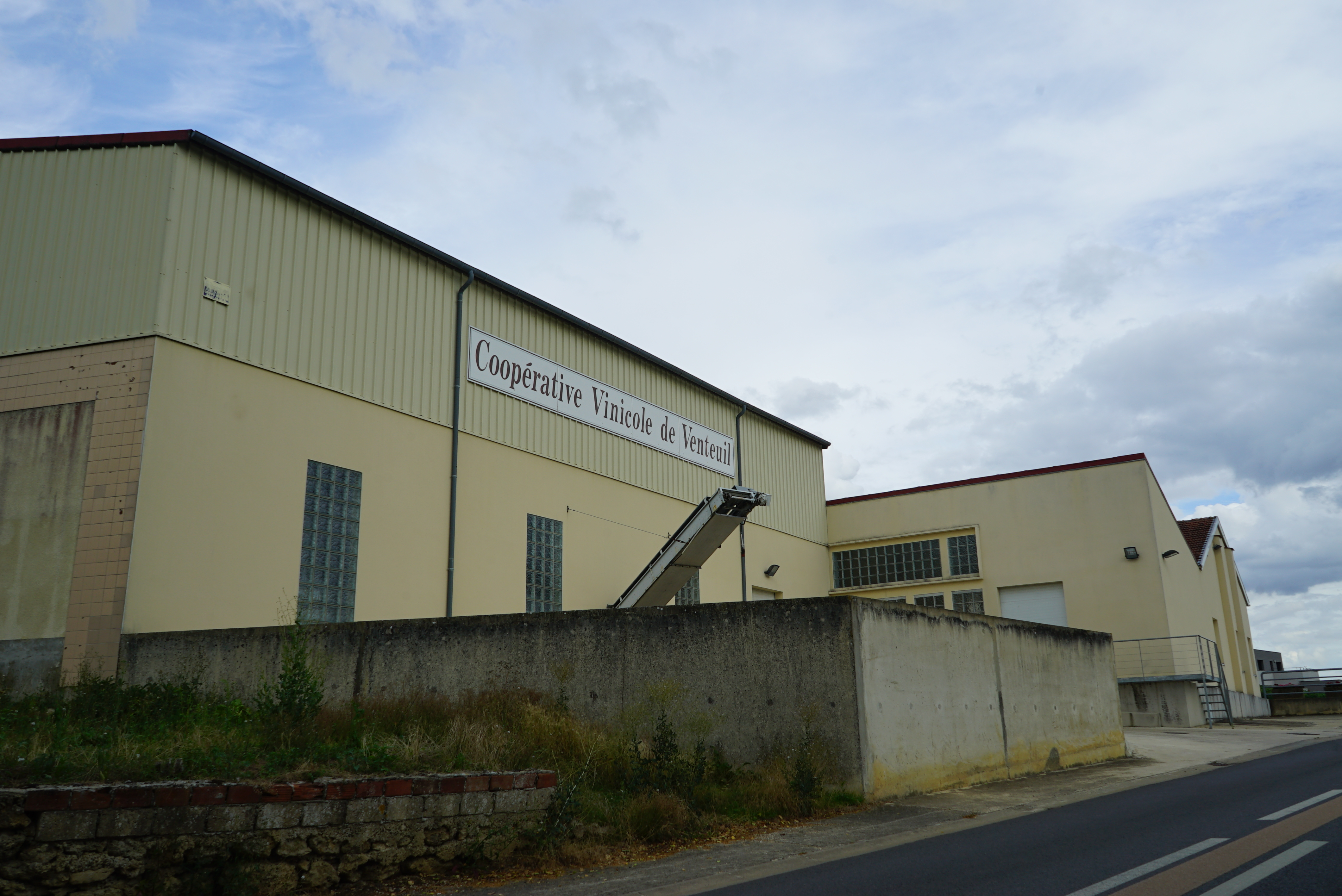
La coopérative viticole.

En 2020, Venteuil compte 86 exploitations agricoles, pour une surface agricole utilisée de 264 hectares et 156 emplois à temps plein.
Selon l'Agreste, la production agricole de la commune est spécialisée dans la viticulture. Venteuil fait en effet partie des appellations d'origine contrôlée « champagne » et « coteaux-champenois ». Environ 223 hectares de vignes du vignoble de Champagne y sont plantées.
En dehors de la viticulture, les terres agricoles sont consacrées à des prairies (au nord), à la production d'orge ou de colza (au nord) et à la culture de légumes/fleurs (au sud).

## Culture locale et patrimoine

### Église Sainte-Geneviève

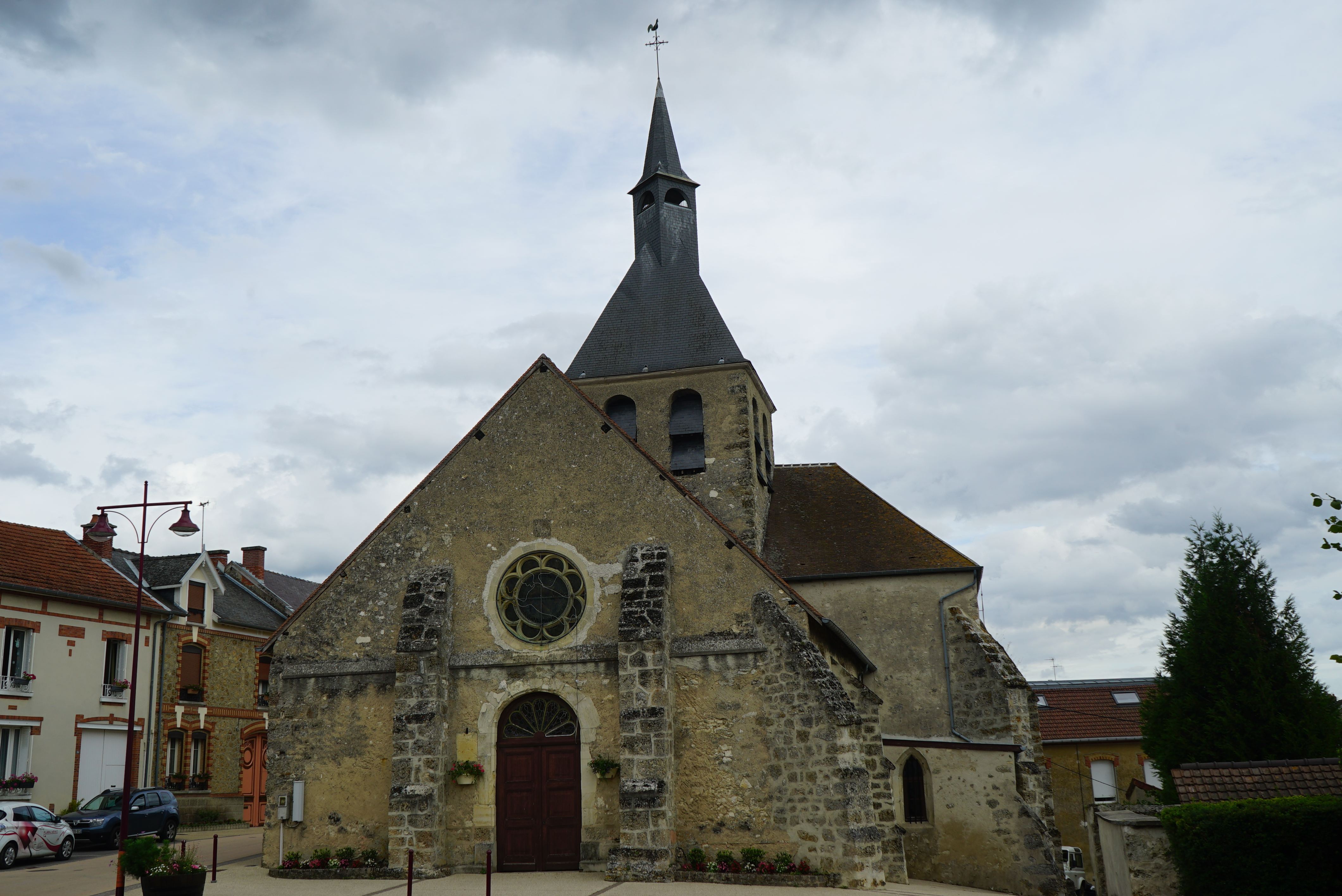
L'église Sainte-Geneviève.

Le principal monument de la commune est l'église Sainte-Geneviève de Venteuil, de style roman.
Construite en pierre meulière, l'église est dominée par un imposant clocher. L'édifice date des XIe et XIIe siècles et a connu plusieurs remaniements au cours des siècles. La croisée du transept et une partie du chœur remontent à la fin du XIIe siècle ou du début du XIIIe siècle. Les chapelles au sud de l'église datent du XVIe siècle, comme en témoignent les armoiries de la famille d'Ancienville. La nef, menaçant ruine, a été reconstruite au XVIIIe siècle. Une importante restauration a également été menée après les destructions de la Première Guerre mondiale.
L'église n'est pas classée monument historique, mais elle renferme deux éléments inscrits ou classés au titre objet : dans le transept, une sculpture en pierre du XVIe siècle de la Vierge de Pitié (restaurée en 2004) et, dans un mur de la chapelle sud, une plaque funéraire au nom de Didière d'Ancienville datée de 1520.
Venteuil comptait une deuxième église, l'église paroissiale d'Arty, disparue.

### Autres lieux et monuments
La commune compte trois lavoirs-fontaines semi-fermés, construits en pierre calcaire au XIXe siècle : le lavoir Saint-Quentin à Arty (1845), le lavoir de Tincourt (1867) et le lavoir « Écoute s'il pleut » à Venteuil (1882).
- Le monument aux morts.
- Le monument d'Harnotay. Au-dessus de Venteuil, sur le plateau près de la ferme d'Harnotay, se dresse un monument constitué de pierres meulières tirées des environs et surmonté d'une croix en fer forgé à l'emplacement d'un cimetière militaire transféré depuis au prieuré de Binson.
- Le monument du 103e régiment d'infanterie. Entre Venteuil et Tincourt, une grosse pierre meulière plate venant des environs a été dressée et supporte une plaque de marbre noire en hommage au 103e régiment d'infanterie qui stoppa et fit reculer l'ennemi sur plus de 12 kilomètres en juillet 1918.
- Le monument du 68e bataillon de Sénégalais. À l'entrée du hameau de Tincourt sur la route de Reuil, un monument de forme renaissance rappelle le combat du 16 juillet 1918 entre l'ennemi et le 68e bataillon de Sénégalais. Ce bataillon fut submergé par les masses ennemies et les soldats préférèrent mourir que de se rendre et tombèrent pour la France et la Liberté.

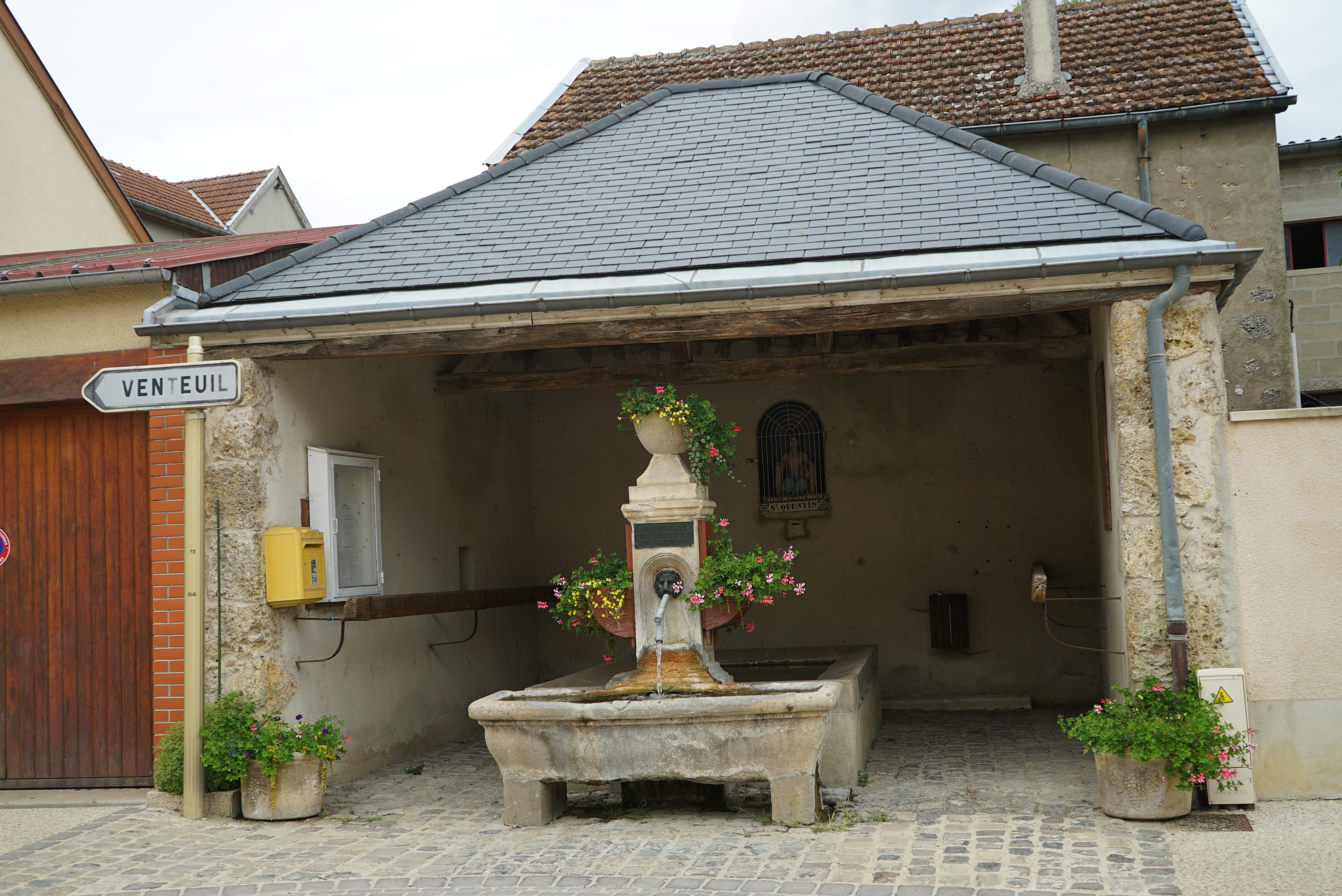
Le lavoir à Arty.
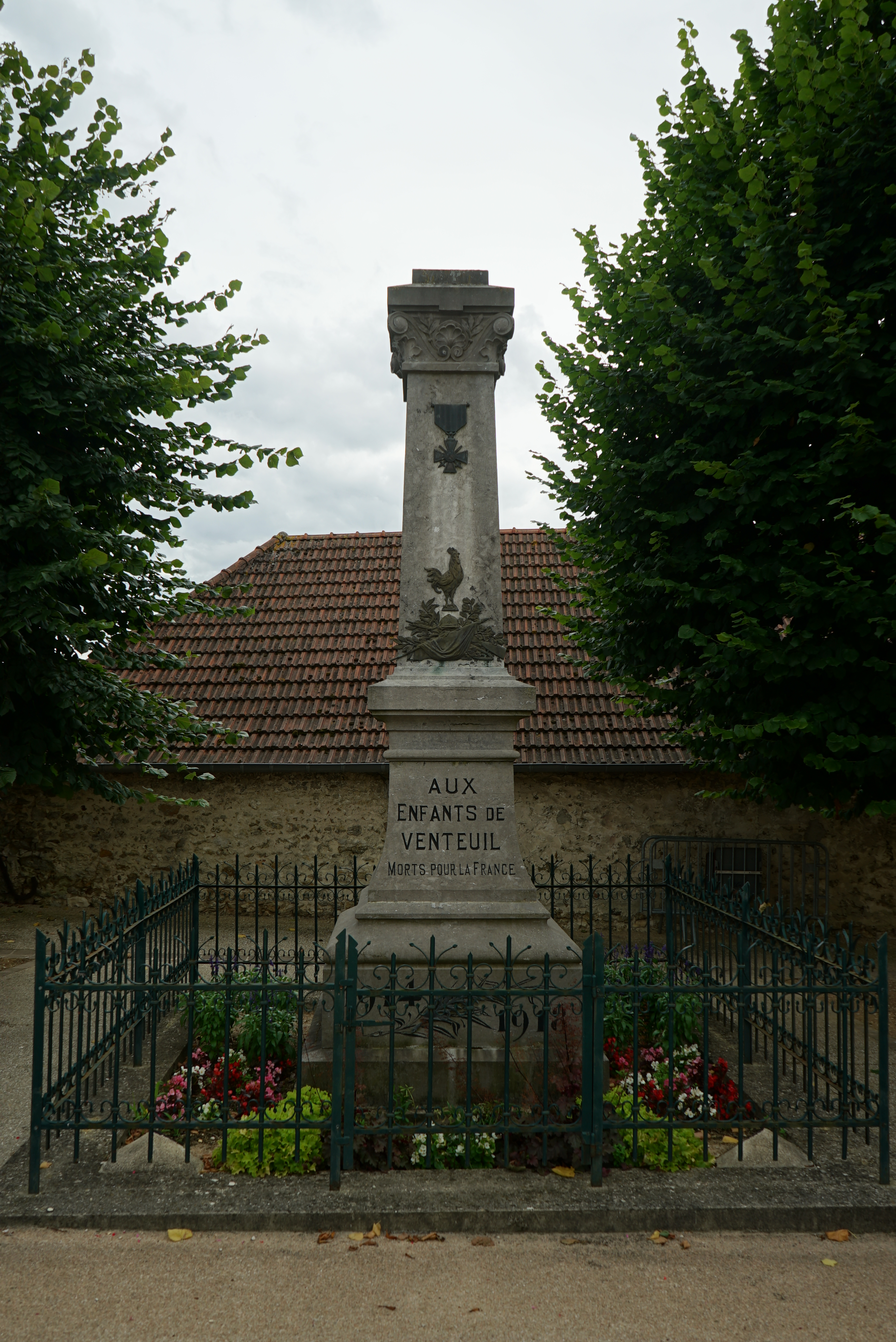
Le monument aux morts.
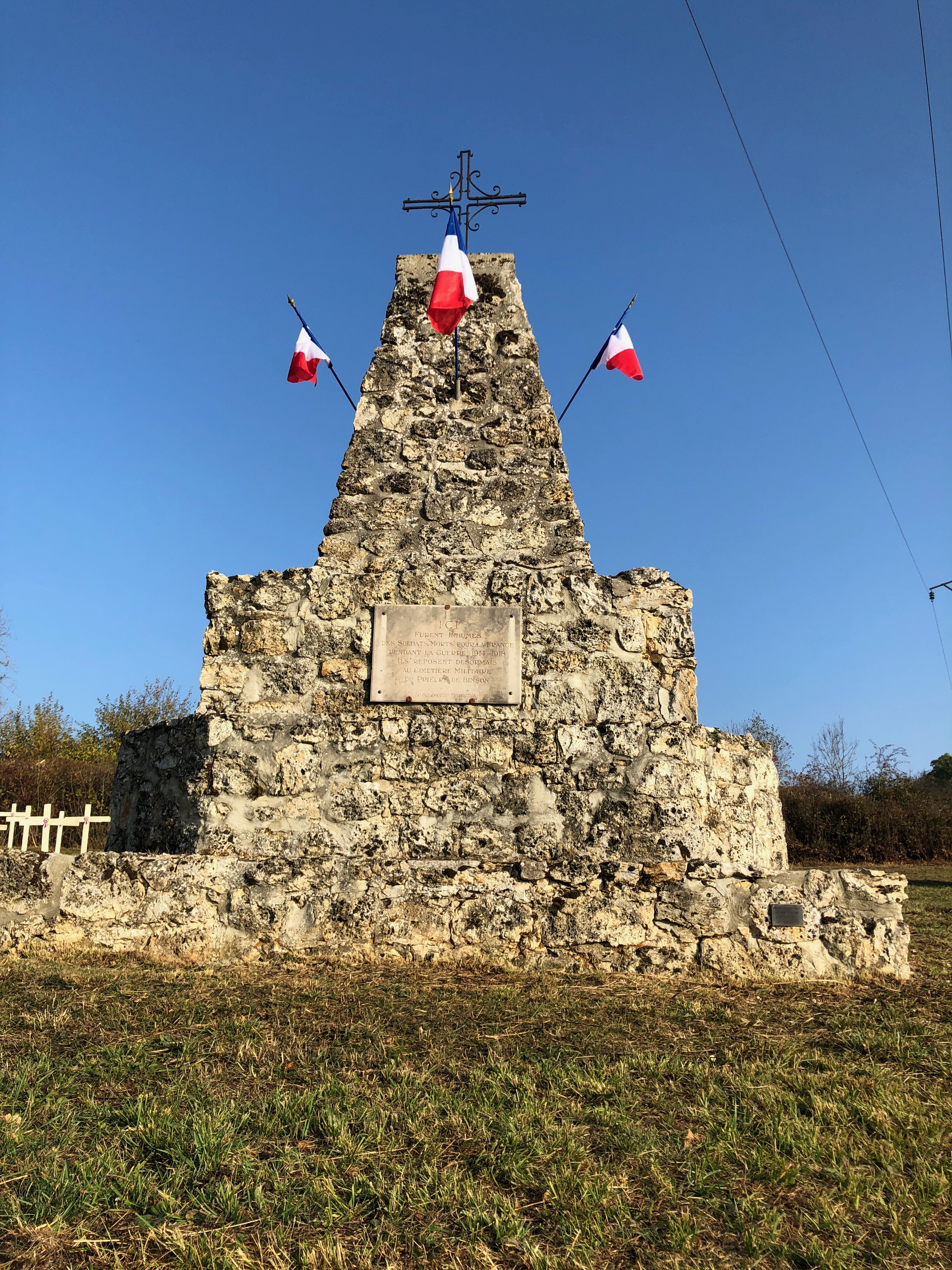
Le monument d'Harnotay.
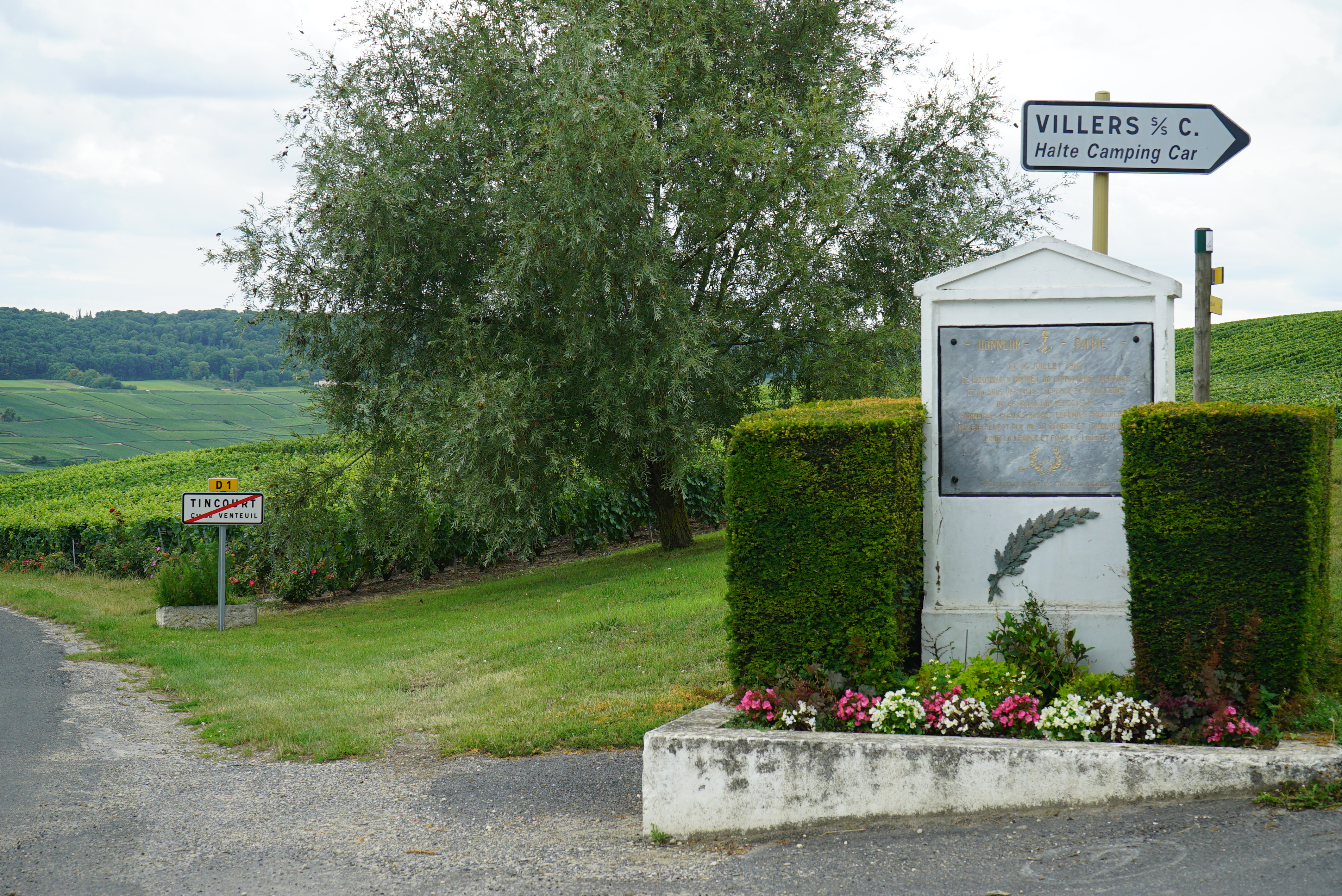
Le mémorial du 68e bataillon d'infanterie sénégalaise.

### Héraldique
| Armes de Venteuil | Les armes de la commune se blasonnent ainsi : d'azur à la bande d'or chargée de trois clefs de gueules posées en fasce, le panneton à dextre vers la pointe, accompagnée, en chef, d'un aquilon aussi d'or et, en pointe, d'un dahu bicéphale saillant du même. |